# David Bowens
David Bowens (født 3. juli 1977 i Denver, Colorado, USA) er en amerikansk footballspiller (defensive end/linebacker), der i øjeblikket er free agent. Han har tidligere spillet en lang række sæsoner i NFL, hvor han blandt andet har repræsenteret Green Bay Packers og Miami Dolphins.

## Klubber
- Denver Broncos (1999)
- Green Bay Packers (2000)
- Miami Dolphins (2001–2006)
- New York Jets (2007–2008)
- Cleveland Browns (2009–2010)